# Bud Shank
Bud Shank, właśc. Clifford Everett Shank Jr. (ur. 27 maja 1926 w Dayton w stanie Ohio, zm. 2 kwietnia 2009 w Tucson w stanie Arizona) – amerykański muzyk, saksofonista, flecista.

## Życiorys
Bud urodził się w Dayton w Ohio, zaczął grać na klarnecie, ale przed studiami w University of North Carolina grał już na saksofonie. W 1946 roku pracował z Charliem Barnetem.
W pierwszych latach swojej kariery Shank grywał jednak na flecie, ale w 1980 przeszedł do saksofonu i stał się saksofonistą altowym. W 2005 założył Big Bud trzon zespołu w Los Angeles, aby uczcić 40 rocznicę Stan Kenton’s Neophonic Orchestra. Zwany był „urodzonym jazzmanem”.
Bud Shank zmarł 2 kwietnia 2009 na zatorowość płucną w swoim domu w Tucson, dzień po powrocie z San Diego, gdzie nagrywał swój nowy album.